# Ang Chan I
Ang Chan I (tiếng Khmer: អង្គចន្ទទី១; 1476 – 1566) là vua Campuchia trị vì từ năm 1516 đến 1566. Ông được coi là một trong những vị vua Campuchia lừng lẫy nhất của thời kỳ hậu Angkor.

## Tiểu sử
Vương tử Poñea Chan Reachea (Ang Chan) vốn là con trai của vua Thommo Reachea I, tức cháu nội của vua Ponhea Yat. Anh trai của Ang Chan là vua Srey Sukonthor (Dhamkat Sokhontor). Ông được bổ nhiệm là ouparach (người thừa kế hoặc Phó vương) bởi vua Damkhat Sokonthor vào năm 1507. Với tư cách là Phó vương, ông cai trị vùng Phnom Penh và các tỉnh phía đông.
Ít lâu sau, nhà vua Sukonthor đã thất sủng một trong những vị quan yêu thích của mình tên là Kan, người vốn dĩ là con trai của một người nô lệ tên Bijai Naga (Vijayanaka). Kan cũng là anh trai của Nang Pean, một trong những vị vương phi mà vua Sukonthor rất yêu mến. Kan lần lượt chiếm một số tỉnh và bắt buộc phó vương Ang Chan từ bỏ Phnom Penh, chạy trốn để tìm sự giúp đỡ của vua Xiêm.

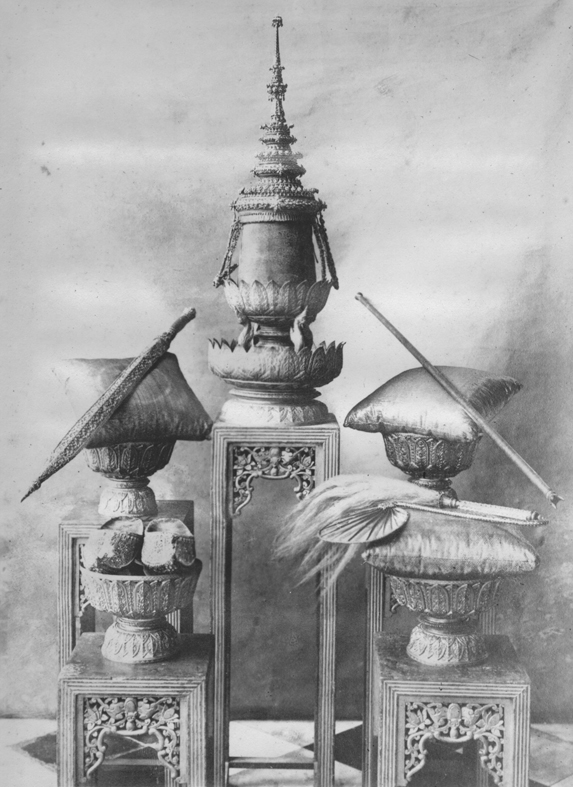
Biểu chương hoàng gia Thái Lan.

Neay Kan, chiếm một nửa đất nước, đánh bại các lực lượng triều đình trong một số cuộc chiến năm 1508. Ông ta đã chiếm ngai vàng và vương miện từ tay vua Dhamkat Sokhanthor, đặt tên triều đại của mình là "Parama Bupati" nhưng mà không chiếm được các biểu tượng của hoàng gia như thanh bảo kiếm Preah Khan Reach .
Năm 1512, Neay Kan đánh bại Sukonthor và tự lập làm vua, xưng là Srey Chetha.
Ang Chan từ Xiêm trở về nước với một đội quân vào năm 1516. Trong cùng năm đó, ông tập hợp được hơn 1 vạn quân Campuchia, đánh chiếm được tỉnh Pursat. Cuộc chiến 10 năm giữa Chan và Kan nổ ra. Năm 1525, Chan giết được Kan và lên ngôi, xưng là Ang Chan I.
Sau đó, vua Xiêm đưa thư đòi triều đình Campuchia triều cống và nộp giao voi trắng cho Xiêm. Ang Chan từ chối làm chư hầu của Xiêm. Triều đình Xiêm bèn cử một đội quân thiếu kinh nghiệm sang đánh Campuchia vì nghĩ rằng quân Campuchia còn yếu do mới kết thúc chiến tranh. Quân Xiêm sau đó thua trận và hàng nghìn lính bị bắt làm tù binh tại một khu vực gần Angkor, nơi đó được đặt tên là Xiêm Riệp (Xiêm bại trận).

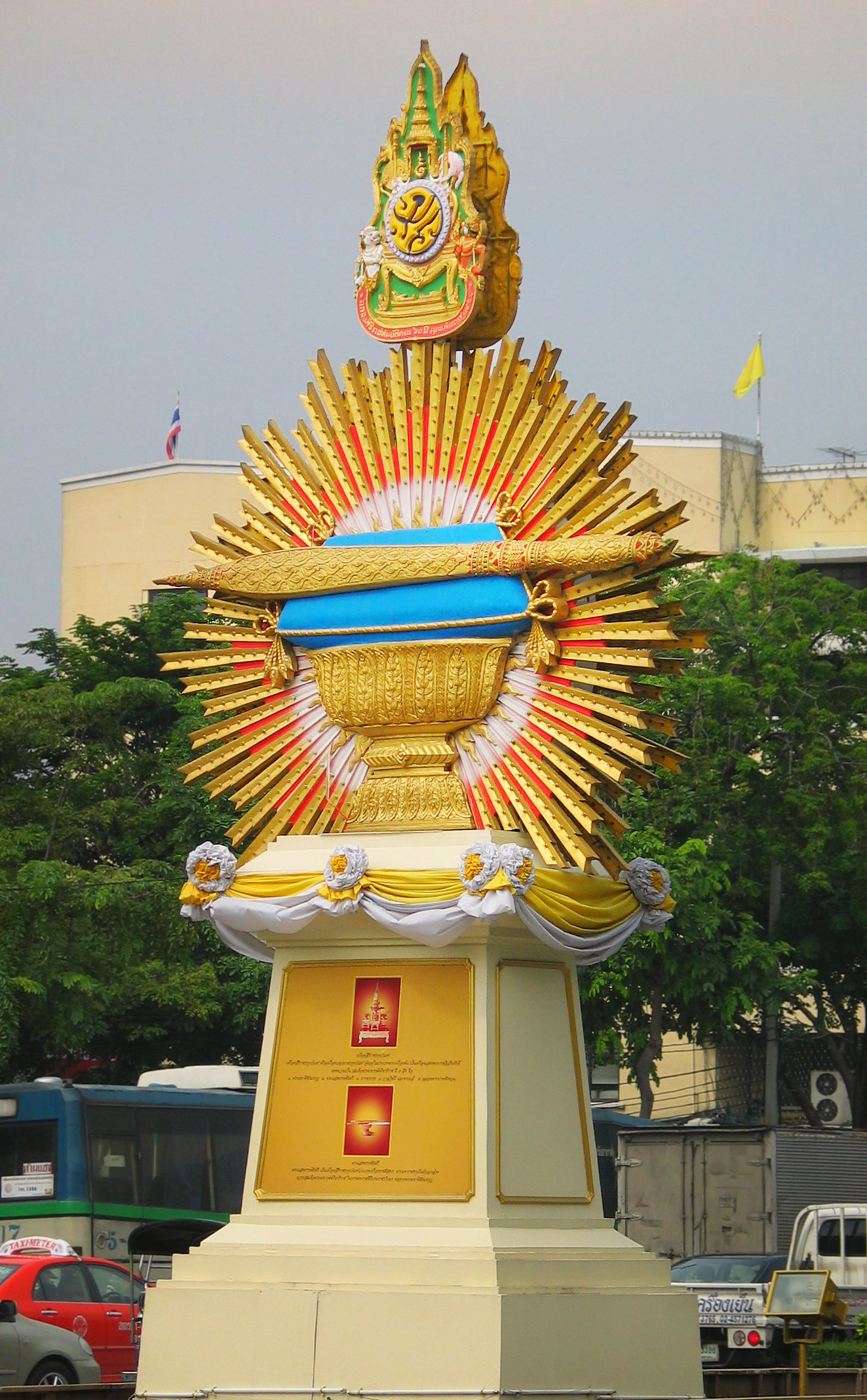
Bức tượng Bảo kiếm ở Thái Lan.

Năm 1539, một cậu bé tên Suos dâng lên cho vua Ang Chan thanh bảo kiếm bị thất lạc Preah Khan Reach, một trong những biểu chương hoàng gia.
Nhà truyền giáo người Bồ Đào Nha là Gaspar da Cruz đến thăm Lovek năm 1556. Ông này đã thuyết giảng phúc âm, nhưng trong năm sau, ông phải rời khỏi đất nước một cách thất vọng vì hầu hết người Campuchia là những người theo đạo Phật sùng đạo và từ chối chuyển sang Công giáo La Mã.
Từ năm 1547, nước Xiêm xảy ra chiến tranh với Miến Điện. Nắm bắt cơ hội đó, quân đội Campuchia đã phát động một cuộc phản công vào Xiêm. Thành phố Angkor được lấy lại từ Xiêm. Năm 1553, ông lại được trao vương miện ở Lovek. Trong giai đoạn 1559-1564, quân đội Campuchia đã tấn công các khu vực lân cận Ayuttaya.
Ang Chan thọ 79 tuổi, được đánh giá là vị vua nhân từ, sùng đạo và tài năng. Sau khi ông mất, con ông là Barom Reachea I nối ngôi.

## Biểu chương hoàng gia Campuchia (Preah Khan Reach)
Một trong những biểu chương của hoàng gia Campuchia là thanh kiếm Preah Khan Reach.
Năm 1784, Tể tướng Campuchia lúc ấy là Chao Phraya Abhaya Bhubet (Chiêu Chùy Biện) khi dẫn ấu chúa Ang Eng chạy sang Xiêm đã mang theo thanh kiếm Preah Khan Reach. Tuy nhiên, Biện còn dâng lên vua Rama I một thanh kiếm khác, bảo rằng do một người dân nhặt được khi kéo lưới ở hồ Tonlé Sap. Thanh kiếm này được vua Rama I chọn làm một trong những biểu chương hoàng gia Xiêm, gọi là Thanh kiếm Chiến thắng, Phra Saeng Khan Chaiyasi (พระแสงขรรค์ชัยศรี).
Năm 1794, vua Rama mới cho Ang Eng trở về nước và cho mang theo thanh kiếm Preah Khan Reach để làm lễ đăng cơ. Tuy nhiên, Kenneth T. So đặt nghi vấn rằng thanh kiếm Preah Khan Reach mà Ang Eng mang về là bản sao, thanh kiếm thật sự đã bị Xiêm lấy mất và bịa ra câu chuyện nhặt được.